# Starogród (województwo kujawsko-pomorskie)
Starogród – wieś w Polsce położona w województwie kujawsko-pomorskim, w powiecie chełmińskim, w gminie Chełmno.

## Podział administracyjny
Do 1954 roku miejscowość była siedzibą gminy Starogród. W latach 1975–1998 miejscowość położona była w województwie toruńskim. W gminie znajduje się też miejscowość Starogród Dolny.

## Demografia
Według Narodowego Spisu Powszechnego (III 2011 r.) wieś liczyła 507 mieszkańców. Jest trzecią co do wielkości miejscowością gminy Chełmno.

## Położenie
Wieś znajduje się w dolinie Dolnej Wisły. Znajdują się tu oczka i starorzecza (największe z nich to Jezioro Starogrodzkie). Starogród Górny leży na wysokim zboczu doliny (około 50 m powyżej poziomu dna doliny).

## Historia
Wieś związana była historycznie z ziemią chełmińską na Pomorzu Nadwiślańskim. Ma metrykę średniowieczną i istnieje co najmniej od pierwszej połowy XIII wieku. Wymieniona została w łacińskim w dokumencie z 1232 jako "Antiquum Castrum, antiquum Culmen, Alden Culmen, antiquum Chulmen", 1364 "Aldenhus, Aldenhuwss, Aldenhoux, Aldenhawsz, Aldinhus, Aldinhuyz, Altenhaus", 1466 "Aldenhaus alias Starygród, Starigrad, Starogród". W okresie III Rzeszy w latach 1939-1942 nazwę zmieniono na Althausen u. Alt-Vorwerk, lecz po przeprowadzonej zamianie nazw miejscowości w Okręgu Rzeszy Gdańsk-Prusy Zachodnie, w latach 1942 - 1945 nazywała się Althausenhöhe.
W miejscu obecnej miejscowości we wczesnym średniowieczu znajdowało się grodzisko. Później po sprowadzeniu w 1226 przez Konrada I mazowieckiego na Mazowsze zakonu krzyżackiego, krzyżacy zbudowali na obecnej tzw. Górze Zamkowej swój zamek, należący do komturii starogrodzkiej. W 1232 miejsce odnotowane zostało jako "castrum" (pol. "zamek"). W latach 1255-1454 Starogród był siedzibą komturii starogrodzkiej zakonu krzyżackiego.
Już w 1233 roku osada, będąca pierwotnym miastem Chełmno, otrzymała prawa miejskie. Osada została spalona, a miasto – Culm przeniesiono w 1239 lub 1247 roku w miejscu dzisiejszego Chełmna. Wzmianka o miejscowości z 1242 podaje, że po zdobyciu przez zakon krzyżacki grodu Sartowice, zostały zabrane stamtąd relikwie św. Barbary i przeniesiono je do Starogrodu. W 1244 roku miasto zostało spalone przez księcia pomorskiego Świętopełka. W 1274 odnotowany został komtur krzyżacki w Starogrodzie Sinoldus. W 1319 przyznane zostało krzyżakom prawo udzielania odpustu za odwiedzanie w określone dni kaplicy św. Barbary w Starogrodzie.
W latach 1364-1434 we wsi znajdował się folwark komtura starogrodzkiego. Z 1378 zachował się inwentarz tego folwarku. Było w nim wówczas 50 klaczy, 19 źrebiąt młodych, 25 źrebiąt rocznych, 806 owiec, 22 krowy, 46 sztuk bydła, 18 cieląt, 16 koni w stajniach, 127 świń, 3 rumaki, koń pachołka oraz zbroje.
W 1400 Anna Światosławowna żona księcia litewskiego Witolda Kiejstutowicza odwiedziła Starogród aby zobaczyć relikwie św. Barbary. W 1410 miejscowość została zajęta przez rycerstwo polskie ziemi chełmińskiej podczas wielkiej wojny z zakonem krzyżackim. Według Roczników czyli kroniki sławnego Królestwa Polskiego napisanych przez Jana Długosza w 1410 król polski Władysław II Jagiełło nadał Starogród kasztelanowi poznańskiemu Mościcowi ze Stęszewa. W 1413 miejscowość odwiedził francuski podróżnik Gilbert de Lannoy.
W latach 1454-1466 zamek oraz folwark został zniszczony w czasie wojny trzynastoletniej toczonej pomiędzy państwem zakonu krzyżackiego, a Koroną Królestwa Polskiego. W 1457 miejscowość znajdowała się w ręku morawskiego rycerza w służbie zakonu krzyżackiego Bernarda Szumborskiego. W 1463 na mocy układu z królem polskim Kazimierzem IV Jagiellończykiem Bernard otrzymał gród starogrodzki w dożywocie. W 1466 na mocy traktatu toruńskiego miejscowość przeszła na własność królów polskich. W 1479 Starogród formalnie wraca do Polski. Zamek starogrodzki odbudowano w 1495 oraz w 1505 kiedy to stał się siedzibą biskupów chełmińskich.
W 1489 król polski Kazimierz IV Jagiellończyk nakazał starostom i dzierżawcom dóbr starogrodzkich uiszczać dziesięcinę należną biskupowi oraz kapitule chełmińskiej. W 1490 król polski Jan I Olbracht nadał biskupowi chełmińskiemu Stefanowi z Nidzicy wsie i dobra należące do zamku starogrodzkiego. W 1505 król polski Aleksander Jagiellończyk nadał biskupstwu chełmińskiemu grody Papowo oraz Starogród wraz z ich okręgami. W 1505 miejscowość znajdowała się na terytorium biskupstwa chełmińskiego, a w 1570 w kluczu starogrodzkim, w parafii starogrodzkiej i leżała w województwie chełmińskim Korony Królestwa Polskiego. W 1507 król polski Zygmunt I Stary przeniósł tą darowiznę na osobę biskupa Mikołaja Krapitza, z tym że po jego śmierci Starogród wraz z okręgami stać miał się znów własnością biskupstwa.
W 1570 miejscowość była własnością biskupstwa chełmińskiego. Gospodarowali w niej zagrodnicy oraz rzemieślnicy. Odnotowano także karczmę oraz młyn zbożowy. Na przełomie XVI i XVII wieku należał do dóbr stołowych biskupów chełmińskich. W 1777 zamek starogrodzki został zniszczony. Wskutek I rozbioru Polski w 1772, miejscowość przeszła pod władanie Prus i jak cała ziemia chełmińska znalazła się w zaborze pruskim. W latach 1845–1856 proboszczem w Starogrodzie był ksiądz Kazimierz Kręcki. 

## Zabytki

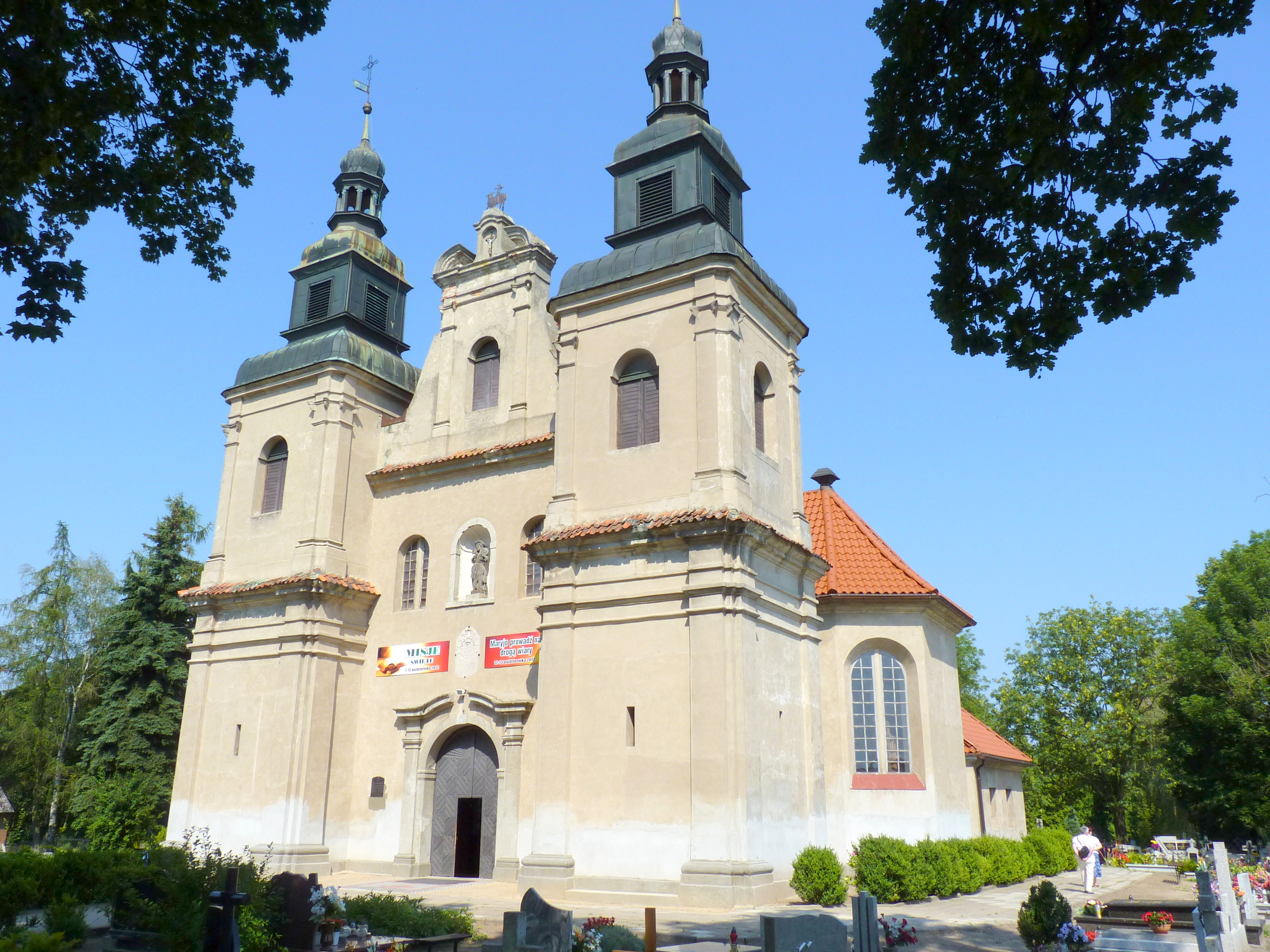
Kościół pw. św. Barbary

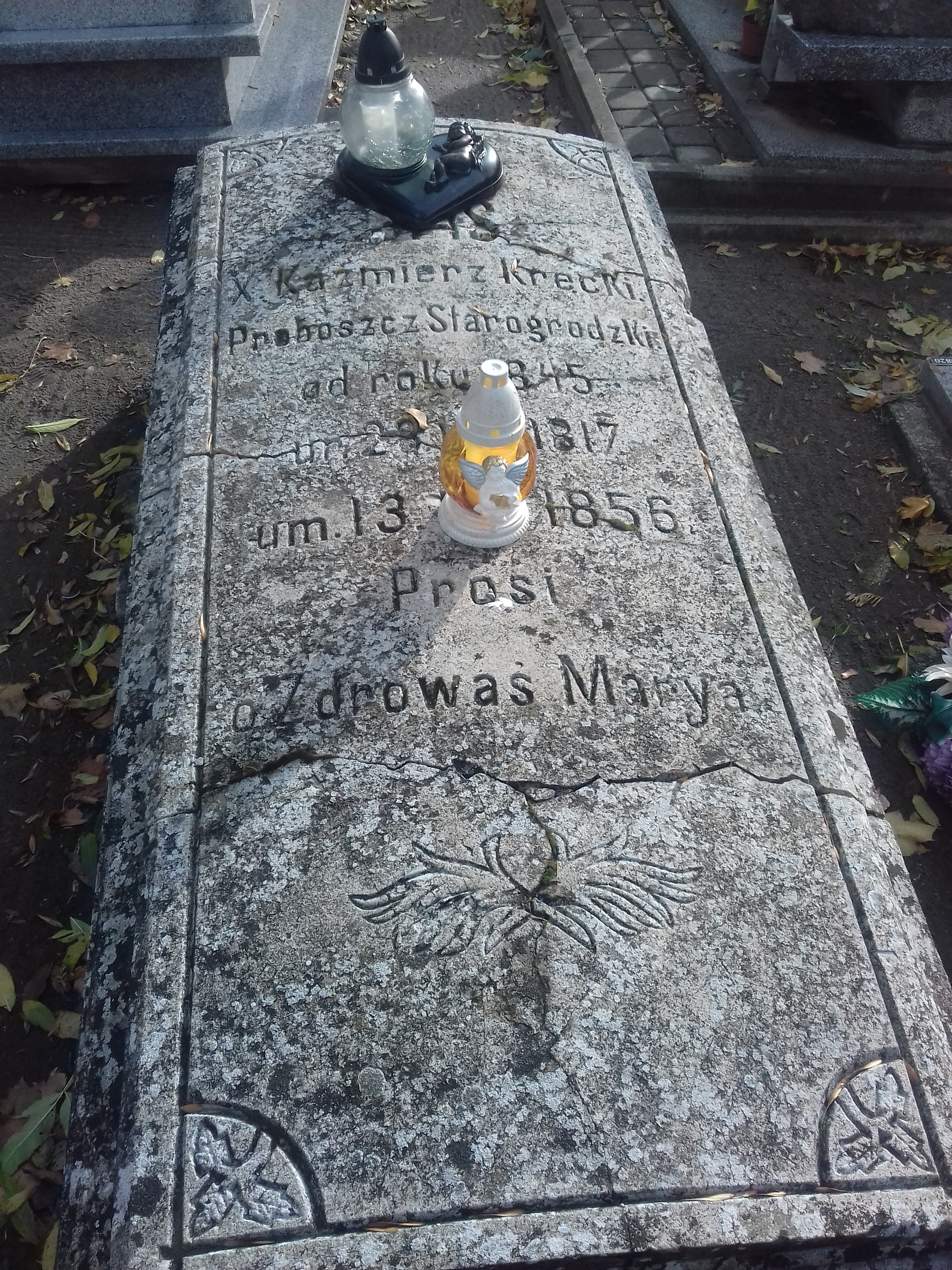
Zabytkowy nagrobek księdza Kazimierza Kręckiego proboszcza w Starogrodzie w latach 1845-1856

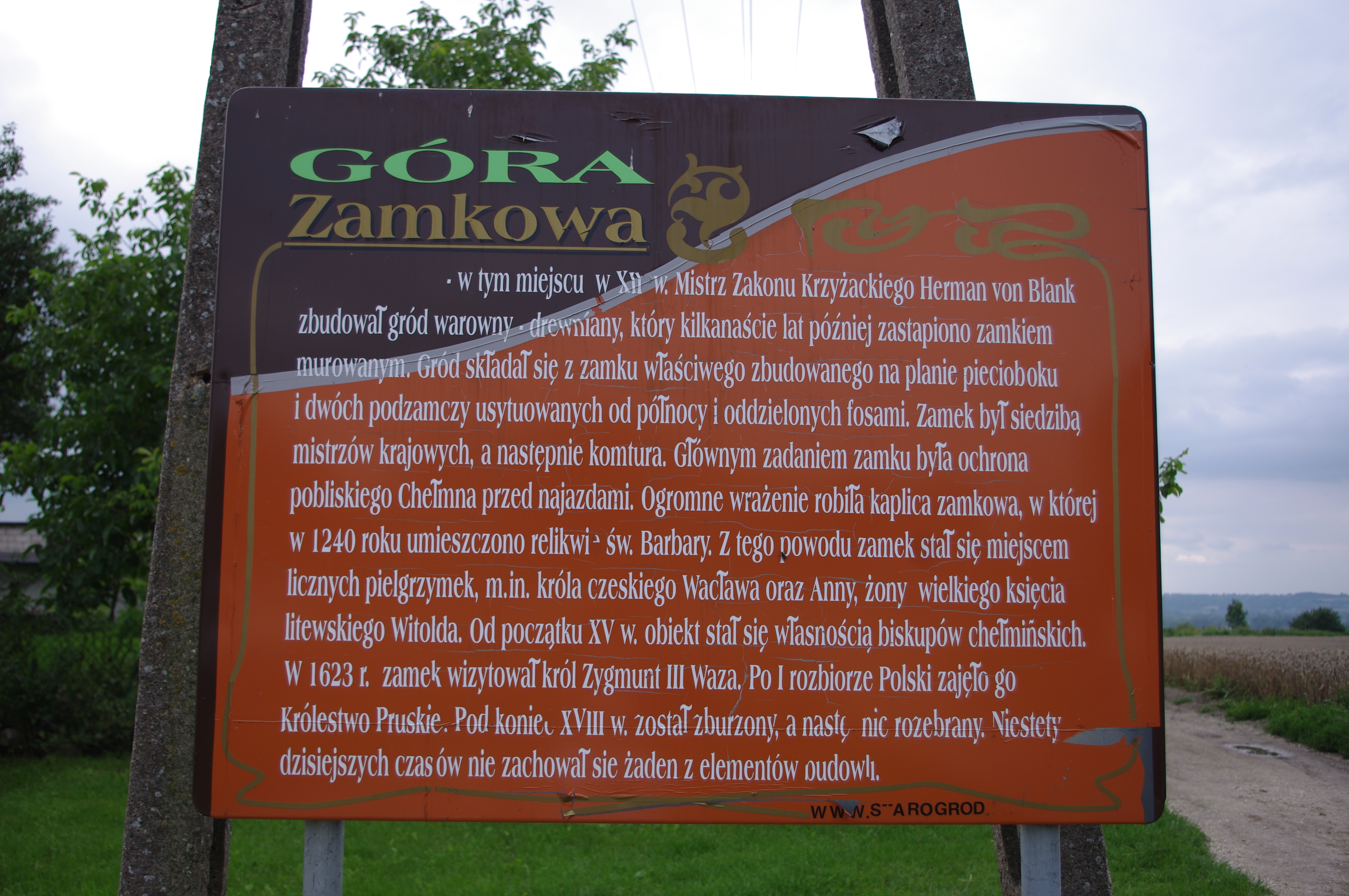

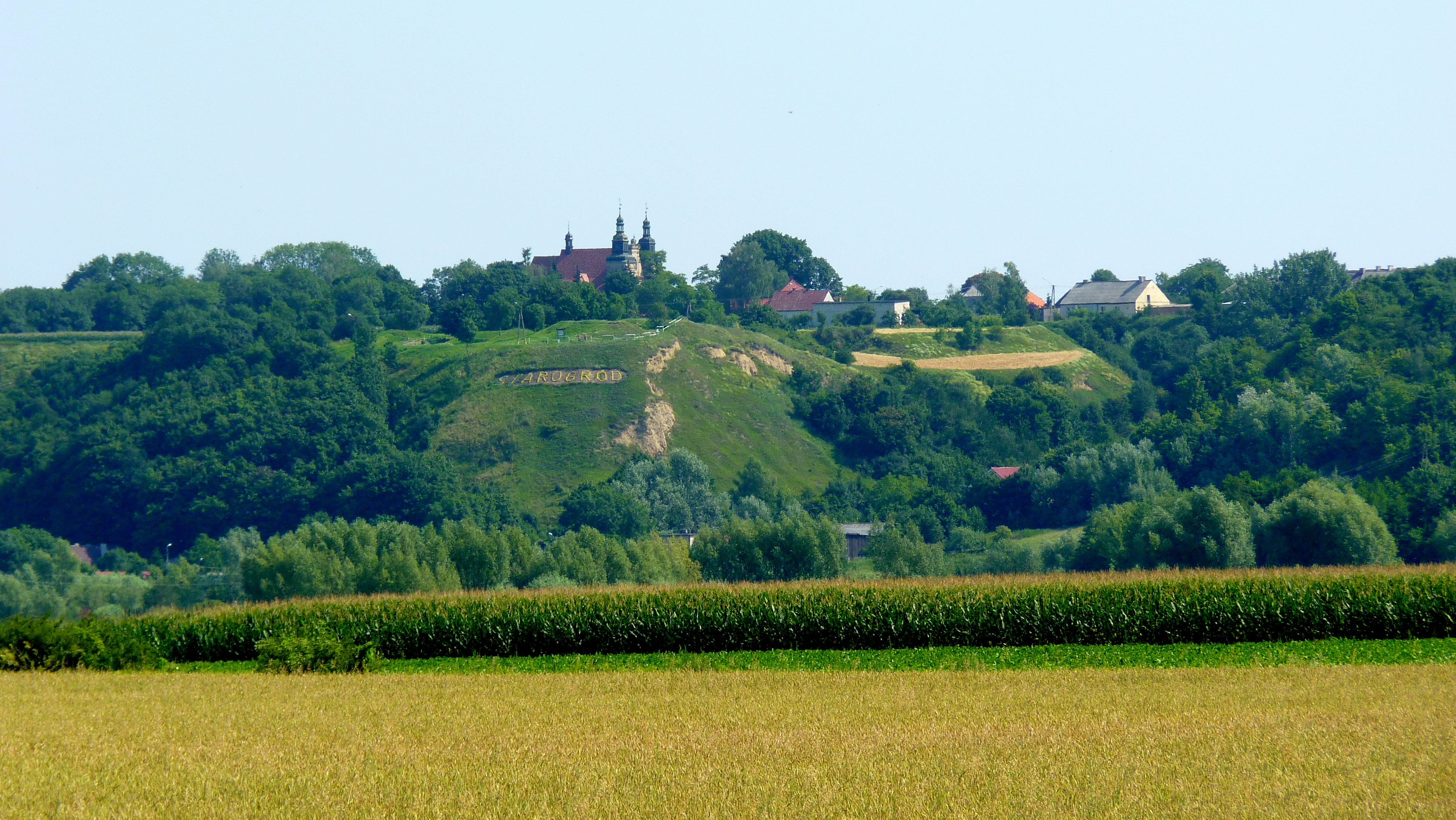
Góra Zamkowa

Znajduje się tu późnobarokowy kościół parafialny św. Barbary.
Według rejestru zabytków NID na listę zabytków wpisane są:
- kościół parafialny pw. św. Barbary z 1754 roku w stylu barokowym, nr rej.: A/387 z 30.11.1929. Pierwszy kościół na tym terenie wzmiankowany był w 1276 roku. Obecny został wybudowany w 1754 roku z fundacji biskupa Wojciecha Stanisława Leskiego; nieorientowany, z prostokątnym korpusem z trójbocznym zamkniętym prezbiterium, na bokach pięcioboczne kaplice, dwuwieżowy. Na przedniej elewacji budynku znajduje się marmurowa tablica fundacyjna z datą 1759 i herbami Nałęcz i biskupa Leskiego, a w środkowej niszy rzeźba Chrystusa Dobrego Pasterza. W kościele przeważa wystrój XVIII-wieczny. We wnętrzu znajduje się barokowy ołtarz główny ze św. Barbarą, aniołem i młodzieńcem (prawdopodobnie św. Stanisław Kostka). Na rokokowy wystrój świątyni składają się: ambona, drzwi, portal i polichromowany strop w prezbiterium, epitafium biskupa Leskiego.
- schron amunicyjny M-1 w zespole twierdzy Chełmno, zbudowany po 1914 roku, nr A/1511/ z 14.02.1980.

Inne zabytki:
- plebania parafii rzymskokatolickiej pw. św. Barbary, murowana z XIX w.
- dwór murowany z początku XIX w. – parterowy, wzniesiony na planie prostokąta, nakryty dwuspadowym dachem z użytkowym poddaszem i mieszkaniami w szczytach oraz umieszczoną centralnie lukarną w kształcie wolego oka. Elewacja frontowa jest siedmioosiowa z wejściem poprzedzonym schodami, układ wnętrz dwutraktowy.
- kuźnia murowana z XIX/XX w..
- szkoła podstawowa z końca XIX w..
- stara karczma z przełomu XIX i XX w.
- tunel kolejki wąskotorowej z XIX w.
- remiza strażacka z końca XIX w.
- zabudowania folwarczne z XIX w.
- cmentarz z nagrobkami z XIX wieku

## Zamek w Starogrodzie
W Starogrodzie na Górze Zamkowej znajdują się wały ziemne będące pozostałością po jednym z pierwszych zamków krzyżackich. Wpisane są do rejestru zabytków pod numerem A/102/31 z 04.04.1930 roku.

## Sport
Miejscowość jest siedzibą klubu piłkarskiego Gwiazda Starogród. Powstał on 14 grudnia 1974 r. jako Ludowy Zespół Sportowy Gwiazda Kałdus. Pod pierwotną nazwą zespół funkcjonował do 1976, kiedy zmieniono siedzibę klubu. Zespół od samego początku występuje we własnych barwach klubowych: zielono-biało-niebieskich. Do znanych piłkarzy klubu należą Adam Cieśliński (trener i gracz m.in. Legii Warszawa) oraz Jakub Zabłocki.